# Ніхад Мамеледжія
Ніхад Мамеледжія (босн. Nihad Mameledžija, 27 лютого 1971) — боснійський бобслеїст. Брав участь у зимових Олімпійських іграх в 1998.